# McDonald Peak
McDonald Peak je druhá nejprominentnější hora státu Montana a s nadmořskou výškou 2 993 metrů nejvyšší vrchol pohoří Mission Range.
Nachází se v Lake County, na severozápadě Montany. Hora leží přibližně ve střední části pohoří, na území indiánské rezervace Flathead, jihovýchodně od jezera Flathead Lake.
Severně od vrcholu hory se nachází McDonald Glacier, největší ledovec v pohoří Mission Range. V roce 1966 měl délku 1 kilometr, podle údajů z roku 2005 došlo ke zmenšení o 45%.